# Saint George, Barbados
Saint George  là một xã của Barbados ở trung tâm hòn đảo này. Đây là một trong 2 xã không giáp biển, xã kia là Saint Thomas. Một điểm nổi bật ở xã này là Gun Hill, một trong các trạm tín hiệu còn lại, được xây dựng vào năm 1818.
Saint George giáp 6 trong số 11 xã còn lại.

## Các xã giáp Saint George
- Christ Church - Nam
- Saint John - Đông bắc
- Saint Joseph - Bắc
- Saint Michael - Tây
- Saint Philip - Đông
- Saint Thomas - Tây bắc

13°08′B 59°32′T / 13,133°B 59,533°T